# إبك (البلد الحبيب)
إبكِ، البلد الحبيب هي رواية للكاتب الجنوب أفريقي آلان باتون، نشرت لأول مرة في نيويورك عام 1948. ستيفن كومالو هو الشخصية الرئيسية في الرواية، وهو قس أفريقي من بلدة ناتال الريفية يبحث عن ابنه أبسالوم في مدينة جوهانسبرغ. تم تصوير فيلمين مقتبسين من قصة الرواية، الأول في عام 1951 والثاني في عام 1995.

## ملخص الرواية
تبدأ القصة في قرية صغيرة في إكسوبو حيث يتلقى القس الأسود ستيفين كومالو رسالة من الكاهن ثيوفيلوس مسيمنغو في جوهانسبرغ يحثه فيها على القدوم إلى المدينة لمساعدة شقيقته المريضة جيرترود. يذهب كومالو إلى جوهانسبرغ لمساعدة جيرترود وللعثور على ابنه أبسالوم الذي ذهب إلى المدينة للبحث عن جيرترود ولم يعد إلى البيت. يدرك كومالو عند وصوله إلى المدينة أن جيرترود قد سلكت طريق البغاء والخمور وتكون في حالة سكر عندما يقابلها. توافق جيرترود على العودة إلى القرية مع ابنها الصغير. يبدأ كومالو في البحث عن ابنه، ويقابل أولاً شقيقه جون النجار الذي أصبح يشارك في الحياة السياسية في جنوب أفريقيا. يتتبع كومالو وثيوفيلوس أثر أبسلوم ويعلمان أن أبسلوم في إصلاحيه وتسبب في حمل فتاة شابه. ثم يعلم كومالو أنه تم القبض على ابنه بتهمة قتل خلال عملية سرقة المهندس الأبيض آرثر جارفيس والذي كان ناشط في العدالة العرقية وابن جيمس جارفيس جار كومالو.
يقدم جارفيس مع عائلته إلى جوهانسبرغ حين يعلم بوفاة ابنه. لم يكن جارفيس قريباً من ابنه ويبدأ الآن بالتعرف عليه من خلال كتاباته، ويقرر بعد قراءة مقالات ابنه أن يأخذ على عاتقه عمل ابنه من أجل سكان جنوب أفريقيا السود.
يُحكم على أبسالوم بالإعدام بتهمة قتل آرثر جارفيس، ويعود والده إلى ندوتشي بصحبة ابن أبسالوم وزوجته وابن أخته التي هربت في ايلة رحيلهم.
عند عودته إلى إكسوبو يقوم كومالو بزيارة غير مجدية لرئيس القبيلة من أجل مناقشة التغييرات التي يجب أن تنفذ من أجل مساعدة القرية القاحلة. لكن المساعدات لا تأتي إلى بقدوم جيمس جارفيس الذي عمل على مساعدة القرية. فقام بعمل الترتيبات لباء سد، وعين مزارع لينفذ أساليب زراعية جديدة.
وتنهي الرواية مع شروق صباح يوم جديد بعد إعدام أبسالوم.

## الشخصيات
- ستيفن كومالو: قس يحاول إعادة بناء قبيلته المتفككة وعائلته.
- ثيوفيلوس مسيمنغو: قس من جوهانسبرغ يساعد كومالو في العثور على ابنه.
- جون كومالو: شقيق ستيفن النجار الذي ينفي سلطة القبيلة ويصبح المتحدث الرسمي باسم حركة جديدة في المدينة.
- أبسالوم كومالو: ابن ستيفن الذي غادر منزله للبحث عن عمته جيرترود والذي ينتهي به المطاف بارتكاب جريمة قتل.
- جيرترود كومالو: شقيقة ستيفن الشابة التي أصبحت فتاة ليل في المدينة الكبيرة.
- جيمس جارفيس: مالك أراضي غني يُقتل ابنه ويدرك ذنب السكان البيض في حدوث مثل هذه الجرائم.
- آرثر جارفيس: ابن جيمس الذي يُقتل على يد أبسالوم ولا يظهر في الرواية لكن آرائه عن العنصرية مهمة للغاية وذات أثر كبير.
- دوبالا: رجل كبير يسعى إلى السلام بين الأعراق.
- السيد كارمايكل: محامي أبسالوم.
- الأب فنسنت: كاهن من إنجلترا يساعد ستيفن في مشاكله.
- آل هريسون: أب وابنه يمثلان وجهتي نظر متعارصة حول المشاكل العنصرية. الأب يمثل وجهة النظر التقليدية، والابن يمثل وجهة النظر الأكثر ليبرالية.

## الأفكار الرئيسية
تمثل رواية إبك البلد الحبيب احتجاج اجتماعي على بنية المجتمع الذي سيؤدي في المستقبل إلى الفصل العنصري. يحاول باتون خلق وجهة نظر موضوعية وغير منحازة للانقسامات، فيصور تأثر البيض بجرائم السكان الأصليين، ومعاناة السود من عدم الاستقرار الاجتماعي، والقضايا الأخلاقية الناتجة عن انهيار النظام القبلي. وتظهر الرواية العديد من مشاكل جنوب أفريقيا مثل سوء الأراضي المخصصة للسكان الأصليين، والتي تعتبر أحياناً الموضوع الرئيسي للرواية، وتفكك المجتمع القبلي، وجرائم السود وهروبهم إلى المدينة.
ومن الأفكار الأخرى السائدة في الرواية هي أثر الخوف على الشخصيات والمجتمع في جنوب أفريقيا، كما هو واضح في هذا الاقتباس من الفصل الثاني عشر من الرواية:
"إبك على البلد الحبيب، على الطفل غير المولود وهو وريث خوفنا. لا تجعلوه يحب الأرض أكثر مما ينبغي. لا تدعوه يضحك أكثر مما ينبغي حين يجري الماء عبر أصابعه، أو يقف صامتاً أكثر مما ينبغي حين تجعل الشمس الغاربة المرج أحمر بلون النار. لا تجعلوه يُثار كثيراً حين تغرد طيور بلاده، أو أن يضفي الكثير من فؤاده على جبل أو واد. فالخوف سيسرق ذلك جميعاً إن هو وهب الكثير."

## خلفية تاريخية
كُتبت الرواية قبل تطبيق نظام الفصل العنصري السياسي في جنوب أفريقيا، ونُشرت في عام 1948، وأصبح نظام الفصل قانوني في وقت لاحق من ذات السنة. وحققت الرواية نجاح كبير في جميع أنحاء العالم، ما عدا جنوب أفريقيا، حيث تم منعها لأسباب سياسية. وتم بيع 15 مليون نسخة في جميع أنحاء العالم قبل وفاة باتون.
يُدرس الكتاب حالياً في الكثير من المدارس في العالم، ويظهر تأثير الكتاب المقدس في أسلوب كتابة بانون حيث كان مسيحي متدين. واستخدم باتون بعض الأماكن الحقيقة في الرواية مثل أكسوبو وجوهانسبرغ، وبعض الأماكن الخيالية التي تحاكي ضواحي جوهانسبرغ في الواقع. ويمكن القول أن باتون يقدم الحل الوحيد للعنصرية والاضطرابات الاجتماعية في جنوب أفريقيا والمتمثل في المسامحة والرحمة التي ولدت بين شخصية ستيفن كومالو وجيمس جارفيس.

## روابط خارجية
- إبك، البلد الحبيب على موقع الموسوعة البريطانية (الإنجليزية)